# Arti e Mestieri
Arti e Mestieri es una banda de rock progresivo italiano y jazz rock formada en 1974 en Turín, por obra de Furio Chirico, Arturo Vitale, Gigi Venegoni, Giovanni Vigliar y Marco Gallesi. Más tarde la alineación se completó con el ingreso de Beppe Crovello.

## Discografía

### Álbumes
- Tilt (immagini per un orecchio) (1974, Cramps, CRSLP 5501)
- Giro di valzer per domani (1975, Cramps, CRSLP 5205-502)
- Quinto stato (1979, Cramps, CRSLP 5205-505)
- Acquario  (1983, Studio Records, MS 1002)
- Children's blues (1985, Augusta, MS 1009)

### Sencillos
- Valzer per domani/Saper sentire (1974, Cramps, CRSNP 1901)
- Managua/Lemon vodka (1984, Studio Records, MS 2011)

### CD
- Murales (Arti e Mestieri)|Murales (2001)
- Live1974/2000 (2002)
- Progday special (2003)
- Estrazioni (album)|Estrazioni (2005)
- First Live in Japan (2006)
- 33  (2007, box con 2 DVD + CD + LP + Book + artículos varios)
- The Live DC+DVD (2013)